# 31 км
31 км — разъезд в Юргинском районе Кемеровской области. Входит в состав Арлюкского сельского поселения.

## История
Основан в 1913 году. В 1926 году полуказарма 31 км состояла из 7 хозяйств, основное население — русские. В административном отношении — в составе Арлюкского сельсовета Болотнинского района Томского округа Сибирского края.

## Население
| 2010 |
| ---- |
| 70   |

## Улицы
В населённом пункте имеется одна улица — Вокзальная.